# Кайренай (Вильнюс)
Кайре́най (Койраны; лит. Kairėnai, пол. Kojrany) — микрорайон Вильнюса, к востоку от Дварчёниса и Новой Вильни; относится к Антакальнисской сянюнии. На территории Кайренай имеются остатки старого поместья (известно с XVI века) с реставрированным зданием конюшен (первая половина XIX века), мельницей (середина XIX века) и фундаментом дворца, парк и ботанический сад Вильнюсского университета (191,5 га; перемещён в Кайренай в 1974 году; открыт для посещения со 2 мая до 31 октября каждого года).

## История
Украшения и оружие, обнаруженные в случайно найденном в 1951 году захоронении, говорят о том, что местность была населена уже в IV—VI веках. Первое упоминание в письменных источниках относится к 1545 году. 
Усадебный комплекс начали формировать вельможи Исайковские, владевшие Койранами в 1596—1691 годах. Позднее поместьем владели Сапеги, сдававшие его в аренду. Здесь действовала одна из первых в Литве бумажных мануфактур (выпускала бумагу с водяным знаком в виде сердца и словами Koi rany, пол. «лечит раны»). В 1759—1870 годах поместье принадлежало Лопацинским. Койранское имение в начале XVIII века занимало площадь около 3000 га и включало несколько небольших деревень (Вежово, Гайлюны, Палюлишки, Богданы, Дворчаны, Банишки).
Юзеф Лопацинский и Дорота Лопацинская в 1813—1857 годах основательно перестроила усадебный комплекс. Были возведены новые хозяйственные постройки (здания сохранились) и благоустроен парк. В поместье имелся свой оркестр и любительский театр. Усадьбу посещали Томаш Зан, Антоний Эдвард Одынец и другие виленские деятели культуры.
В 1870 году поместье (значительно уменьшившееся по площади, вследствие крестьянской реформы 1861 года) с усадьбой приобрёл граф Юзеф Тышкевич, владелец Ландварова, Кретинги и Паланги. Бумажная фабрика была переоборудована в гвоздедельный завод; позднее он был закрыт. В 1899 году усадьбу купили купцы Столыпины. Усадебные постройки и парк сильно пострадали во время войны. В 1933 году в усадьбе была устроена психоневрологическая лечебница (действовала до 1974 года). 

## Ботанический сад
В мае 1974 года участок площадью в 150 га был передан Вильнюсскому государственному университету для устройства ботанического сада. По проекту Института реставрации памятников (главный архитектор Дайнора-Мария Юхнявичюте-Вайвадене) были восстановлены старые пруды и устроены новые, проложены дорожки, ремонтировались здания. Первые деревья в новом ботаническом саду были высажены в 1975 году. В том году был основан отдел генетики растений и отдел помологии, в 1976 году — отдел дендрологии. В 1979 году к 400-летнему юбилею Вильнюсского университета в Кайренай было посажено 400 дубов. К 1990 году в Кайренай были накоплены растения 1000 наименований. В 1991 году начала работу лаборатория физиологических и биохимических исследований растений, в 1992 году — отдел цветоводства. К 1996 году были выселены последние местные жители, и территория ботанического сада в Кайренай увеличилась до 191,35 га. Помимо этого у Ботанического сада Вильнюсского университета сохранилось отделение в парке Вингис площадью 7,35 га. 
В 2000 году ботанический сад был открыт для посетителей. По состоянию на 2005 год в ботаническом саду насчитывалось около 10000 наименований растений (7700 в Кайренай и 3300 в парке Вингис); это самая большая коллекция в Литве. Осенью 2006 года во время визита королевы Великобритании Елизаветы II в Литву сопровождающий её принц Филипп герцог Эдинбургский вместе с супругой президента Литвы Альмой Адамкене 17 октября посетил парк и ботанический сад в Кайренай. В 2007 году в парке Кайренай была установлена скульптура «Плодородие» (автор — словенский скульптор Андрей Грабровец Габери).
В Кайренай есть рододендрарий с рододендронами и азалиями 300 наименований, коллекция сиреней, насчитывающая 180 сортов, дендрарий площадью 60 га, коллекция тепличных растений более 700 наименований в теплице площадью 240 м². 
В ботаническом саду также живут 76 видов птиц, в том числе 7 из Красной книги Литвы, 7 видов рыб, 6 видов амфибий, 30 видов млекопитающих, в том числе 8 видов летучих мышей, из которых 5 занесены в Красную книгу Литвы.